# Litaneutria longipennis
Litaneutria longipennis là một loài Bọ ngựa trong họ Bọ ngựa. Loài này được Beier miêu tả năm 1929. Đây là loài bản địa của Hoa Kỳ.